# Jan Lindeström
Jan Sture Lindeström, född 21 oktober 1930 i Stockholm, är en svensk filmfotograf.
Han är son till inspicienten Sture Lindeström.

## Filmfoto (urval)
- 1954 – Östermans testamente
- 1954 – Som i drömmar
- 1954 – Sju svarta "Be-Hå"
- 1954 – Aldrig med min kofot eller Drömtjuven
- 1954 – Flicka med melodi
- 1954 – Simon Syndaren
- 1955 – Friarannonsen
- 1955 – Het är min längtan
- 1955 – Paradiset
- 1955 – Far och flyg
- 1956 – Där möllorna gå...
- 1958 – Ett svårskött pastorat
- 1959 – Enslingen i blåsväder
- 1963 – Kvarteret Korpen
- 1964 – Är du inte riktigt klok?
- 1965 – Jakten
- 1966 – Jag – en älskare
- 1968 – Badarna
- 1968 – Fanny Hill
- 1971 – Midsommardansen
- 1972 – Anderssonskans Kalle
- 1973 – Anderssonskans Kalle i busform